# テネドスの海戦
テネドスの海戦（英：Battle of Tenedos）は紀元前86年にルキウス・リキニウス・ルクッルスおよびデマゴラス率いるローマ・ロドス艦隊とネオプトレモス率いるポントス艦隊の間で戦われた海戦である。
ルクルスはプトレマイオス朝エジプトの援助を受けて艦隊を編成し、コス、クニドスなどからも艦隊を集めた。その一方で、ピタネでポントス王ミトリダテス6世を陸から包囲していたローマの将軍フィンブリアはルクルスに彼の艦隊で以って海からもミトリダテスを封鎖するよう要請したが、（プルタルコスは様々な理由を挙げているものの）ルクルスはそれを無視して海から逃げるミトリダテスを見逃した。しかし、その後、ルクルスはミトリダテスの艦隊をトロイアスのレクトン沖で破り、続いてネオプトレモスがテネドス島にいると知ると、ロドスからの援軍5隻を率い、味方の他の船に先んじてそちらに向った。
敵の船首を船尾で受け止めて衝撃を和らげるというデマゴラスの機転によってネオプトレモス艦隊の攻撃を凌ぐと、遅れてきた味方の艦隊と共にルクルスは反撃に転じ、ネオプトレモス艦隊を敗走させた。

## 註
1. ↑  プルタルコス, 3

## 参考URL
- プルタルコスの「ルクルス伝」の英訳（プロジェクト・グーテンベルク内）